# Бордо (цвет)
Цвет бордо́, или бордо́вый цвет — цвет темнее и глуше алого, он же тёмно-красный. Это цвет красного вина из Бордо, цвет антоциановых соединений из красных сортов винограда в кислой среде. Менее тёмный винный цвет во многих языках именуется бургундским — по цвету менее плотных и насыщенных, чем бордоские, вин Бургундии.
Близкие цвета и оттенки:
| Цвет (название) | Изображение цвета |
| --------------- | ----------------- |
| Красный цвет    |                   |
| Малиновый цвет  |                   |
| Пурпурный цвет  |                   |
| Пунцовый цвет   |                   |
| Алый цвет       |                   |
| Бордо           |                   |

Слово «бордо» (фр. bordeaux) в качестве определения для имени цвета используется с 1891 года. Уже через 10 лет от него образовано прилагательное «бордовый» (сперва как диалектное и в форме «бардовый» или «бурдовый»), которое в нынешнем виде фиксируется словарями с 1935 года. До середины XX века правильным в русском языке считалось выражение «цвет бордо» (так же, как шамуа, беж, маренго, индиго); «бордовый» расценивалось как просторечное. В настоящее время оба варианта являются литературными.